# Encounter (Psychologie)
Unter Encounter (engl. für: Begegnung) versteht man eine Reihe von psychologischen Theorien, einige Formen der Paar- und Gruppentherapie und Selbsterfahrung sowie darauf aufbauende Bewegungen. Den Begriff „Encounter“ prägte Viktor Frankl.

## Encounter-Gruppe
Encounter Group ist ein Fachausdruck der Psychologie und Soziologie. Er bezeichnet einen personenzentrierten Ansatz, der die gegenseitige Wertschätzung in den Mittelpunkt stellt. Eine theoretische Grundlage dafür ist das Modell der Aktualisierungstendenz. Die Encounter-Gruppe ist eine Selbsterfahrungsmethode.
Ein 'Encounter' ist eine Gruppenselbsterfahrung, die von Offenheit, Ehrlichkeit und Direktheit geprägt sein, und zudem eine ehrliche Konfrontation mit sich selbst ermöglichen soll. Deshalb wird der Gruppenencounter auch „Game of no Games“ genannt: Ein Spiel, bei dem keine Spiele gespielt werden.
Die bekannteste Encounterform Open-Encounter, wurde von dem Harvard Psychologen Will Schutz (1925–2002) in den 1960er Jahren in Kalifornien Esalen am Big Sur entwickelt. Die Teilnehmer sitzen in einem Kreis auf dem Boden um Mobilität für Körperausdruck und Affekte zu ermöglichen.
Schutz beschreibt Encounter als:

„eine Methode des menschlichen Umgangs miteinander, basierend auf Offenheit und Ehrlichkeit, Selbst-Bewusstheit, Selbst-Verantwortung, Bewusstmachung des Körpers, Aufmerksamkeit für Gefühle und eine Betonung des Hier-und-Jetzt. Es findet üblicherweise in Gruppen statt. Encounter ist eine Therapie, insofern als es sich darauf konzentriert Blockaden zu beseitigen, um besser zu funktionieren. Encounter ist Bildung und Erholung, insofern als es versucht, Bedingungen herzustellen, welche die persönlichen Fähigkeiten maximal hervorbringen. (Übersetzung)“

### Energie
Ein Therapeut lenkt die Aufmerksamkeit dahin, wo „Energie“ ist, wo Gruppenteilnehmer starke Affekte haben, körperliche Bewegung stattfindet, ein Anliegen formuliert wird. Der Therapeut arbeitet in der Regel mit nur einem oder zwei Teilnehmern, wobei die übrigen Teilnehmer auch in ein Rollenspiel einbezogen werden können oder bei starker emotionaler Beteiligung spontan eingreifen dürfen. Dies führt zu einem sehr intensiven und für alle Beteiligten unvorhersehbaren Prozess, bei dem Methoden der Gestalttherapie, des Psychodramas, der Primärtherapie und der Bioenergetik eingesetzt werden.

### Authentizität
Unter der Prämisse von ehrlichem und direktem Austausch – Say what you mean and mean what you say! „Sage was du meinst und meine was du sagst.“ – kommen Teilnehmer in Kontakt mit ihrem wahren Selbst. Der Ausdruck unkompromittierter Authentizität wird als befreiender Akt und Freude auslösend beschrieben, weshalb Open-Encountergruppen auch 'Joy Groups' genannt wurden. Genauso sind aber auch andere intensive affektive Prozesse, z. B. offensive Auseinandersetzungen beteiligt. Prinzipien der Dynamischen Meditation, dem Bonding und der Bioenergetik werden angewandt. „And after hitting each other they would cry and weep, and great compassion would come out.“ „Und nachdem sie sich gegenseitig geschlagen hatten, weinten sie bitterlich und es kam großes Mitleid auf.“

### Heißer Stuhl
Der Heiße Stuhl (Hot Seat) ist eine Methode der Gestalttherapie, bei der die Gruppe einem Teilnehmer zunächst ihr negatives und dann ihr positives Feedback gibt. W. Schutz betont, dass die Angst vor der radikalen Ehrlichkeit in den Encountergruppen unbegründet sei:

„Auf einen Menschen zuzugehen, mit der Absicht wirklich ehrlich zu sein, ist so ähnlich, wie eine kalte Dusche zu nehmen. Die Vorstellung ist beängstigend, der erste Eindruck schockierend und das Ergebnis erfrischend, reinigend und belebend.“

Fast alle Regeln und Grenzen der Psychotherapie werden in diesem Verfahren in Frage gestellt:

„The encounter group is essentially an experiment with freedom.“

## Encounter-Bewegung
Zu den wichtigsten Therapieformen zählen Basic Encounter von Carl Rogers, Sensitivity Training in der Gruppendynamik, Open Encounter von Will Schutz, Casriel-Therapie,  Urschrei-Therapie. In Encountergruppen werden auch erlebnisaktivierende Methoden der Gestalttherapie, der Körpertherapie und aus dem Theater eingesetzt. Zentren der Encounter-Bewegung waren bzw. sind das NTL in Bethel (Maine), das Esalen-Institut (Kalifornien) und Poona (Indien) Osho.